# Nosser Almeida
Nosser Almeida Tóbu (Sena Madureira, 5 de abril de 1930 – Rio de Janeiro, 22 de março de 2011) foi um geógrafo, professor e político brasileiro que foi exerceu cinco mandatos de deputado federal pelo Acre.

## Dados biográficos
Filho de Mustafa Almeida Tóbu e Elvira Alatrach Tóbu. Formado em Geografia pelo Centro de Ensino Unificado de Brasília, trabalhou em Cruzeiro do Sul como delegado de obras, chefe da Campanha Nacional de Merenda Escolar, professor e inspetor de ensino. Eleito deputado federal pela ARENA em 1966 e 1970 e presidiu o diretório estadual da legenda por três anos a partir de 1972. Reeleito em 1974 e 1978, optou pelo PDS com o retorno ao pluripartidarismo e conquistou um novo mandato em 1982. Nessa legislatura votou contra as Diretas Já e em Paulo Maluf no Colégio Eleitoral. Tentou reeleger-se em 1986 e 1990 pelo PDS e em 1994 pelo PPR, mas não obteve êxito. Faleceu em decorrência de causas naturais.